# 雁门关镇
雁门关镇，是中华人民共和国山西省忻州市代县下辖的一个乡镇级行政单位。

## 行政区划
雁门关镇下辖以下地区：
上田村、殿上村、陈家庄村、西段村、北新庄村、野庄村、北王庄村、张家河村、西瓦窑头村、前腰铺村、南口村、太和岭口村、试刀石村、白草口村、秦庄村、王庄村、小沟村、东水泉村、赵庄村、麻布袋沟村、后腰铺村、高二沟村、雁门关村、大峪沟村、柳林村、老杏沟村、红墙村和新田村。